# The 100 Girlfriends Who Really, Really, Really, Really, Really Love You
The 100 Girlfriends Who Really, Really, Really, Really, Really Love You (яп. 君のことが大大大大大好きな100人の彼女 Кими но кото га дай дай дай дай дайсуки на хяку-нин но канодзё, «100 девушек, которые очень-очень-очень-очень-очень сильно тебя любят»), также кратко The 100 Girlfriends (яп. 100人の彼女 Хяку-нин но канодзё) или Hyakkano (яп. 100カノ Хяккано) — манга, написанная Рикито Накамурой и проиллюстрированная Юкико Нодзавой. Публикуется в журнале сэйнэн-манги Weekly Young Jump издательства Shueisha с декабря 2019 года и по состоянию на июнь 2025 года издана в двадцати двух томах-танкобонах. Студией Bibury Animation Studios манга адаптирована в формат аниме-сериала, трансляция которого проходила с октября по декабрь 2023 года. Второй сезон транслировался с января по март 2025 года.

## Сюжет
Рэнтаро Айдзё за всю свою жизнь признался в своих чувствах 100 девушкам, однако каждый раз получал отказ. В последний день средней школы он посещает храм и молится о том, чтобы в старшей школе у него наконец появилась девушка. Внезапно пред ним предстаёт Бог Любви, который сообщает Рэнтаро, что причина его неудач в личной жизни заключается в том, что у каждого в жизни должна быть только одна родственная душа. Из-за ошибки Бога Любви Рэнтаро суждено получить 100 родственных душ, которые будут появляться с момента его поступления в старшую школу.
И действительно, в первый же день обучения в старшей школе Рэнтаро встречает Хакари Ханадзоно, девушку из обеспеченной семьи, и цундэрэ Каранэ Инду. Обе девушки тут же влюбляются в него. Рэнтаро отвечает на их чувства, однако не может решить, кого из них ему выбрать. Вечером того же дня он снова посещает храм Бога Любви, и ему становится известно, что если он не ответит на чувства одной из своих родственных душ, то она погибнет в результате несчастного случая. Не желая, чтобы такая участь постигла Хакари и Каранэ, Рэнтаро решает начать встречаться с ними обеими одновременно и с их согласия.
По мере развития сюжета всё больше девушек знакомятся с Рэнтаро, тем самым устанавливая полиаморные отношения, получившие название «Семья Рэнтаро». История вращается вокруг встреч Рэнтаро с новыми девушками и взаимоотношений между членами его семьи.

## Персонажи
Рэнтаро Айдзё (яп. 愛城 恋太郎 Айдзё: Рэнтаро:)
Сэйю: Ватару Като; Юрина Амами (в возрасте восьми лет)
Хакари Ханадзоно (яп. 花園 羽香里 Ханадзоно Хакари)
Сэйю: Каэдэ Хондо
Каранэ Инда (яп. 院田 唐音 Инда Каранэ)
Сэйю: Мию Томита
Сидзука Ёсимото (яп. 好本 静 Ёсимото Сидзука)
Сэйю: Мариа Наганава
Нано Эйай (яп. 栄逢 凪乃 Эйай Нано)
Сэйю: Асами Сэто
Кусури Якудзэн (яп. 薬膳 楠莉 Якудзэн Кусури)
Сэйю: Аяка Асаи
Бог Любви (яп. 神様 Камисама)
Сэйю: Сигэру Тиба
Хахари Ханадзоно (яп. 花園 羽々里 Ханадзоно Хахари)
Сэйю: Сумирэ Уэсака
Куруми Харага (яп. 原賀 胡桃 Харага Куруми)
Сэйю: Аманэ Синдо
Мэй Мэйдо (яп. 銘戸 芽衣 Мэйдо Мэй)
Сэйю: Судзуко Мимори
Ику Суто (яп. 須藤 育 Суто: Ику)
Сэйю: Риэ Такахаси
Мимими Уцукусисуги (яп. 美杉 美々美 Уцукусисуги Мимими)
Сэйю: Линн
Мэмэ Какурэ (яп. 華暮 愛々 Какурэ Мэмэ)
Сэйю: Канон Такао

## Медиа

### Манга
Манга The 100 Girlfriends Who Really, Really, Really, Really, Really Love You, написанная Рикито Накамурой и проиллюстрированная Юкико Нодзавой, публикуется в ежемесячном журнале сэйнэн-манги Weekly Young Jump издательства Shueisha с 26 декабря 2019 года. На июнь 2025 года главы манги были скомпонованы в двадцать два тома-танкобона. Первый том поступил в продажу 17 апреля 2020 года.
В июле 2021 года американское издательство Seven Seas Entertainment объявило о приобретении прав на публикацию манги посредством собственного импринта Ghost Ship.

#### Список томов
| №  | Дата публикации     | ISBN                   |
| -- | ------------------- | ---------------------- |
| 01 | 17 апреля 2020 г.   | ISBN 978-4-0889-1533-3 |
| 02 | 19 июня 2020 г.     | ISBN 978-4-0889-1569-2 |
| 03 | 18 сентября 2020 г. | ISBN 978-4-0889-1656-9 |
| 04 | 18 декабря 2020 г.  | ISBN 978-4-0889-1736-8 |
| 05 | 18 марта 2021 г.    | ISBN 978-4-0889-1816-7 |
| 06 | 18 июня 2021 г.     | ISBN 978-4-0889-2007-8 |
| 07 | 17 сентября 2021 г. | ISBN 978-4-0889-2072-6 |
| 08 | 17 декабря 2021 г.  | ISBN 978-4-0889-2164-8 |
| 09 | 18 марта 2022 г.    | ISBN 978-4-0889-2245-4 |
| 10 | 17 июня 2022 г.     | ISBN 978-4-0889-2338-3 |
| 11 | 16 сентября 2022 г. | ISBN 978-4-0889-2427-4 |
| 12 | 19 декабря 2022 г.  | ISBN 978-4-0889-2537-0 |
| 13 | 17 марта 2023 г.    | ISBN 978-4-0889-2629-2 |
| 14 | 19 июля 2023 г.     | ISBN 978-4-0889-2718-3 |
| 15 | 19 октября 2023 г.  | ISBN 978-4-0889-2861-6 |
| 16 | 17 ноября 2023 г.   | ISBN 978-4-0889-2896-8 |
| 17 | 18 марта 2024 г.    | ISBN 978-4-0889-3171-5 |
| 18 | 19 июня 2024 г.     | ISBN 978-4-0889-3278-1 |
| 19 | 19 сентября 2024 г. | ISBN 978-4-0889-3385-6 |
| 20 | 18 декабря 2024 г.  | ISBN 978-4-0889-3504-1 |
| 21 | 18 марта 2025 г.    | ISBN 978-4-0889-3590-4 |
| 22 | 18 июня 2025 г.     | ISBN 978-4-0889-3699-4 |
| 23 | 19 сентября 2025 г. | ISBN 978-4-0889-3806-6 |

### Ранобэ
19 июля 2023 года под импринтом Jump J-Books издательства Shueisha было выпущено ранобэ Kimi no koto ga Dai Dai Dai Dai Daisuki na 100-nin no Kanojo: Bangai Koi Monogatari — Secret Love Story (яп. 君のことが大大大大大好きな100人の彼女 番外恋物語 ～シークレットラブストーリー～ Кими но кото га дай дай дай дай дайсуки на хяку-нин но канодзё Бангай кой Моногатари ~ Си:курэтто рабу: суто:ри: ~, «100 девушек, которые очень-очень-очень-очень-очень сильно тебя любят: Дополнительная любовная история — Тайная история любви») за авторством писателя с псевдонимом Хамубанэ.
Правами на выпуск ранобэ на территории США, как и правами на мангу, обладает издательство Seven Seas Entertainment.
| № | Дата публикации | ISBN                   |
| - | --------------- | ---------------------- |
| — | 19 июля 2023 г. | ISBN 978-4-0870-3530-8 |

### Аниме
Об адаптации манги в формат аниме-сериала стало известно 13 марта 2023 года. Его производством занялась студия Bibury Animation Studios, на должность режиссёра был назначен Хикару Сато, сценаристом стал Такаси Аосима, дизайнером персонажей — Аканэ Яно, а композиторами — Сюхэй Муцуки, Сюнсукэ Такидзава и Эба. Аниме-сериал транслировался с 8 октября по 24 декабря 2023 года на Tokyo MX и других телеканалах. Открывающая музыкальная тема аниме-сериала — «Dai Dai Dai Dai Daisuki na Kimi e♡» (яп. 大大大大大好きな君へ♡ Дай дай дай дай дайсуки на кими э♡, «Тому, кого я очень-очень-очень-очень-очень сильно люблю»), исполненная Каэдэ Хондо, Мию Томитой, Марией Наганавой, Асами Сэто и Аякой Асаи; закрывающая — «Sweet Sign» (яп. スイートサイン Суито саин, «Приятный знак»), исполненная певицей Нако Мисаки.
За пределами Азии аниме-сериал лицензирован стриминговым сервисом Crunchyroll, а на территории Юго-Восточной Азии — компанией Muse Communication. На русском языке он лицензирован Crunchyroll под названием «100 девушек, которые очень-очень-очень-очень-очень сильно тебя любят».
24 декабря 2023 года, в день показа двенадцатой серии, был анонсирован второй сезон. Вся основная команда, работавшая над первым сезоном, осталась прежней. Трансляция второго сезона проходила с 12 января по 30 марта 2025 года. Открывающая музыкальная тема — «Arigato, Daisuki ni Natte Kurete» (яп. ありがと、大好きになってくれて Аригато, дайсуки ни наттэ курэтэ, «Спасибо, что полюбил нас»), исполненная коллективом Rentaro Family, участницами которого стали сэйю героинь обоих сезонов; закрывающая — «Unmei?», исполненная Аманэ Синдо, Риэ Такахаси, Линн и Канон Такао.

#### Список серий первого сезона
| № общий | № в сезоне | Название | Режиссёр          | Премьера в Японии  |
| ------- | ---------- | --- | ----------------- | ------------------ |
| 01      | 01         | 2 девушки, которые очень-очень-очень-очень-очень сильно тебя любят (осталось 98) «Кими но кото га дай дай дай дай дайсуки на футари но канодзё (ато кю:дзю:хати-нин)» (君のことが大大大大大好きな2人の彼女（あと98人）)     | Юитиро Аоки       | 8 октября 2023 г.  |
| 02      | 02         | Первый поцелуй «Хадзимэтэ но тю:» (はじめてのチュウ) | Юитиро Аоки       | 15 октября 2023 г. |
| 03      | 03         | Молчаливая принцесса, рыцарь и самурай «Мукути на химэ то киси то буси» (無口な姫と騎士と武士) | Юки Гото          | 22 октября 2023 г. |
| 04      | 04         | Будем считать, что у нас минутка флирта! «Итяитя-кай то омоики я» (いちゃいちゃ回と思いきや) | Юитиро Аоки       | 29 октября 2023 г. |
| 05      | 05         | Эффективная девушка «Ко:рицу-тэки на канодзё» (効率的な彼女) | Мицутака Носитани | 5 ноября2023 г.    |
| 06      | 06         | Всеми любимая серия в купальниках! «Минна дайсуки мидзуги-кай» (皆大好き水着回) | Такахиро Хирата   | 12 ноября 2023 г.  |
| 07      | 07         | Моя первая девочка-микстурка «Хадзимэмаситэ но окусури сё:дзё» (はじめましてのお薬少女) | Рюта Ямамото      | 19 ноября 2023 г.  |
| 08      | 08         | Нашествие чмокозомби «Кису дзомби паникку» (キスゾンビ♡パニック) | Рюта Ямамото      | 26 ноября 2023 г.  |
| 09      | 09         | Священная битва во имя любви «Ай то тамасии о какэта сэйсэн» (愛と魂をかけた聖戦) | Масато Дзимбо     | 3 декабря 2023 г.  |
| 10      | 10         | Любовная миссия невыполнима «Рабу миссён: Импоссибуру» (ラブミッション：インポッシブル) | Такахиро Хирата   | 10 декабря 2023 г. |
| 11      | 11         | Я жизни не пожалею «Коно иноти ни каэтэ мо» (この命にかえても) | Масанори Мията    | 17 декабря 2023 г. |
| 12      | 12         | 100 девушек, которые очень-очень-очень-очень-очень сильно тебя любят (осталось 94) «Кими но кото га дай дай дай дай дайсуки на хяку-нин но канодзё (ато кю:дзю:ён-нин)» (君のことが大大大大大好きな100人の彼女（あと94人）) | Юитиро Аоки       | 24 декабря 2023 г. |

#### Список серий второго сезона
| № общий | № в сезоне | Название | Режиссёр                                                 | Премьера в Японии  |
| ------- | ---------- | --- | -------------------------------------------------------- | ------------------ |
| 13      | 01         | Её имя «Кано но на ва.» (彼（カノ）の名は。) | Юитиро Аоки                                              | 12 января 2025 г.  |
| 14      | 02         | Начало! Ожесточённой! Битвы! Конкурс едоков «Каймаку! Гэкито:! Кэттяку! Фу:до файто фэсутибару» (開幕！激闘！決着！フードファイトフェスティバル)                                                                                | Юитиро Аоки                                              | 19 января 2025 г.  |
| 15      | 03         | Видит ли всё Мэйдо? «Мэйдо-сан ва миэ тэру?» (メイドさんは見えてる？) | Рюта Ямамото                                             | 26 января 2025 г.  |
| 16      | 04         | Вечеринка мокреньких горничных «Нурэ нурэ мэйдо па:ти:» (ぬれぬれメイドパーティー) | Такахиро Хирата                                          | 2 февраля 2025 г.  |
| 17      | 05         | Среди спортсменов хватает мазохистов «Асури:то ва кихон доэму» (アスリートは基本ドM) | Хикару Сато                                              | 9 февраля 2025 г.  |
| 18      | 06         | Клянусь твоим хоумраном «Кими но хо:муран ни тикау» (君のホームランに誓う) | Рюта Ямамото                                             | 16 февраля 2025 г. |
| 19      | 07         | Переполох в караоке «Караокэ・Курайсису» (カラオケ・クライシス) | Юитиро Аоки                                              | 23 февраля 2025 г. |
| 20      | 08         | Прекрасные «Уцукусики мото-тати» (美しきものたち) | Рюта Ямамото                                             | 2 марта 2025 г.    |
| 21      | 09         | Одним лишь Волосам ведомый мир «Ками но мидзо сиру сэкай» (髪のみぞ知る世界) | Юитиро Аоки                                              | 9 марта 2025 г.    |
| 22      | 10         | Мальчик находит девочку «Какурэн бо:й ми:цу га:ру» (かくれんボーイミーツガール) | Ёсихиса Мацумото, Хикару Сато, Рюта Ямамото, Юитиро Аоки | 16 марта 2025 г.   |
| 23      | 11         | Потерянная цундэрность «Усинава-рэси цундэрэ» (失われしツンデレ) | Кэнтаро Иино                                             | 23 марта 2025 г.   |
| 24      | 12         | 100 девушек, которые очень-очень-очень-очень-очень сильно тебя любят (осталось 89) «Кими но кото га дай дай дай дай дайсуки на хяку-нин но канодзё (ато хатидзю:кю:-нин)» (君のことが大大大大大しゅきな100人の彼女（あと89人）) | Рюта Ямамото                                             | 30 марта 2025 г.   |

### Видеоигра
17 февраля 2025 года состоялся анонс видеоигры-головоломки под названием The 100 Girlfriends Who Really, Really, Really, Really, Really Love You: Bibin!! and Puzzle. Будет выпущена на смартфонах.

## Приём
В 2020 году манга была номинирована на премию Next Manga Award в категории «Лучшая печатная манга» и заняла по итогам голосования второе место в шорт-листе номинантов. По итогам опроса «Самая желанная аниме-адаптация манги», проведённого в марте 2022 года в рамках аниме-выставки AnimeJapan, The 100 Girlfriends заняла восьмое место. В конце марта 2023 манга была включена порталом MyAnimeList в рекомендательный список «Уникальный сюжет/иллюстрации».
На июль 2021 года было продано более 800 тысяч копий манги. К началу 2023 года общее количество проданных копий достигло 1,30 миллиона. К ноябрю 2023 года продажи манги составили 1,65 миллиона копий.
В обзоре первых двух томов манги Масару Игараси из журнала Da Vinci посчитал задумку гарема «интересной» и похвалил главного героя, охарактеризовав его как серьёзного и находчивого, чьё устремление «искренне и производит хорошее впечатление».
В рецензии на первый том манги Николас Дюпри с сайта Anime News Network отметил привлекающее внимание название, тему безумной влюбленности, очевидные несерьёзность и абсурдность, а также отсутствие здравомыслия, которое «ушло за сигаретами 10 лет назад, да так и не вернулось домой». Дюпри сравнил идею The 100 Girlfriends с гаремной мангой The World God Only Knows, а цель достичь цифры 100 с мангой B Gata H Kei и телесериалом «100 подвигов Эдди Макдауда». Дюпри также положительно отозвался о главном герое, остроумном юморе, дизайне персонажей, каждый из которых «обладает особой внешностью и визуальной индивидуальностью», в результате поставив первому тому общую оценку «A».